# Туркестанский тювик

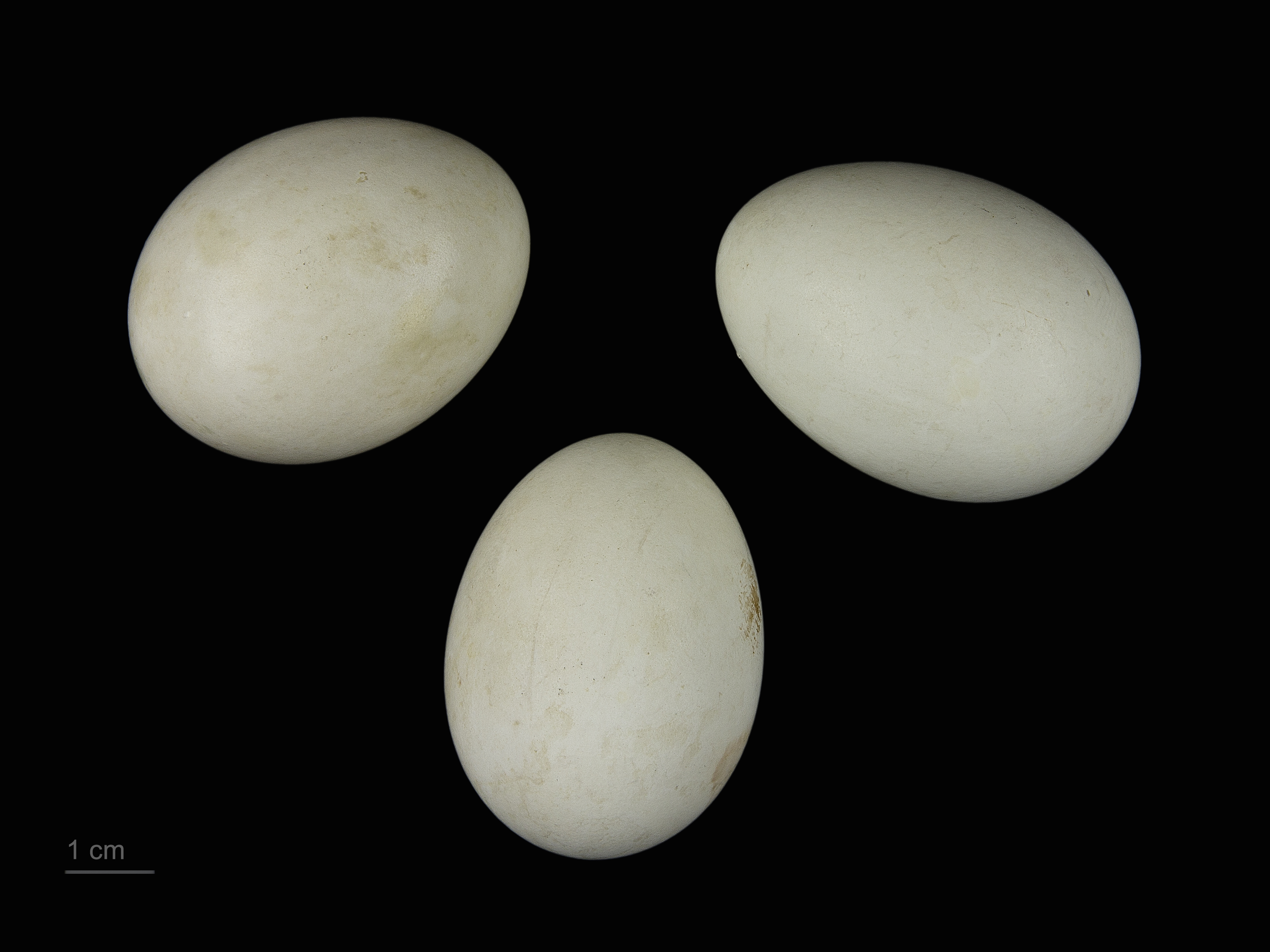
яйцо Tachyspiza badius - Тулузский музей

Туркестанский тювик (лат. Tachyspiza badia) — вид хищных птиц из семейства ястребиных (Accipitridae). Взрослые птицы внешне имеют лишь слабое отличие в окраске спины, шеи и крыльев и размерах; молодые птицы сильно отличаются от взрослых.

## Распространение
Распространён в юго-восточной части Европы от Балкан и южнее Украины на восток до Поволжья и Кавказа; в Азии распространён от Анатолии, Ирана, Туркестана на восток в Кашмир, южную часть Китая, Индию, Цейлон, на Никобарские острова, в Индо-Китай и Малайя; в Африке от Сенегала, Золотого берега и Нигерии на запад до Эритреи (и юго-западной Аравии) на восток, к югу до Оранжевой реки.

## Описание
Половой диморфизм не выражен, но самки немного больше самцов, а также спина у них более тёмно-серая и обычно с коричневым оттенком. Восковица коричневато-жёлтая, клюв тёмный и ноги жёлтые.